# ウド・クエルマルツ
ウド・クエルマルツ（Udo Quellmalz 1967年5月8日-) は、ドイツの柔道選手。現役時代は65kg級の選手。身長175cm。

## 人物
ドイツ統一以前は東ドイツ代表として国際大会に参加していた。65kg級では中村行成の最大のライバルとして立ちはだかり、オリンピック優勝や世界選手権で2度の優勝など大きな実績を残した。アトランタオリンピック後は71kg級に階級を上げてパリ世界選手権に出場したが、準々決勝で行成の弟である中村兼三に敗れた。

## 主な戦績
- 1984年 - ヨーロッパジュニア　優勝
- 1985年 - ドイツ国際　3位
- 1986年 - ヨーロッパジュニア　3位
- 1987年 - 東ドイツ国際　2位
- 1987年 - ソ連国際3位
- 1987年 - オーストリア国際　3位
- 1988年 - ドイツ国際　2位
- 1988年 - 東ドイツ国際　優勝
- 1988年 - ヨーロッパ選手権　3位
- 1989年 - オーストリア国際　3位
- 1989年 - 世界選手権　2位
- 1990年 - ブルガリア国際　優勝
- 1990年 - ハンガリー国際　優勝
- 1990年 - ヨーロッパ選手権　2位
- 1990年 - 嘉納杯　5位
- 1991年 - オランダ国際　2位
- 1991年 - 世界選手権　優勝
- 1992年 - フランス国際　3位
- 1992年 - チェコ国際　優勝
- 1992年 - バルセロナオリンピック　3位
- 1993年 - ドイツ国際　優勝
- 1993年 - チェコ国際　2位
- 1993年 - ヨーロッパ選手権　3位
- 1993年 - 世界選手権　3位
- 1994年 - オランダ国際　優勝
- 1995年 - 世界選手権　優勝
- 1996年 - 正力国際　優勝
- 1996年 - ドイツ国際　3位
- 1996年 - アトランタオリンピック　優勝
- 1997年 - ドイツ国際　3位